# Medalha da Paz Otto Hahn
A Medalha da Paz Otto Hahn (em alemão:  Otto-Hahn-Friedensmedaille in Gold) é denominada em memória de Otto Hahn, um físico nuclear laureado com o Nobel de Química de 1944 e cidadão honorário de Berlin. Homenageia sua política da paz mundial e engajamento humanitário especialmente desde os bombardeamentos de Hiroshima e Nagasaki em agosto de 1945.
Foi fundada por seu neto Dietrich Hahn em 1988 sendo gerida pela Associação Alemã para as Nações Unidas (Deutsche Gesellschaft für die Vereinten Nationen, DGVN), uma Associação Estadual de Berlim-Brandenburgo, concedida a indivíduos ou instituições com "excelentes contribuições para a paz e a compreensão internacional". A medalha de ouro (com um certificado de couro incrustado de ouro) é concedida bianualmente pelo prefeito de Berlim e pelos presidentes da DGVN e da Associação Estadual de Berlim-Brandenburgo, em uma cerimônia tradicional realizada em 17 de dezembro em Berlim.
Em 17 de dezembro de 1938 Otto Hahn e seu assistente Fritz Straßmann descobriram em Berlim-Dahlen a fissão nuclear do átomo de urânio com comprovação radioquímica, que foi a base científica e tecnológica para a utilização da energia nuclear. O 17 de dezembro de 1938 marcou assim o início da era nuclear, que mudou o mundo radicalmente nos pontos de vista científico, político, econômico, social e filosófico.

## Recipientes

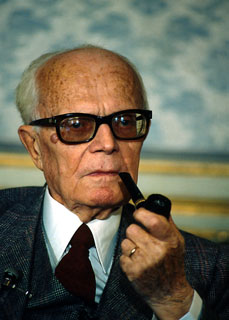
Sandro Pertini

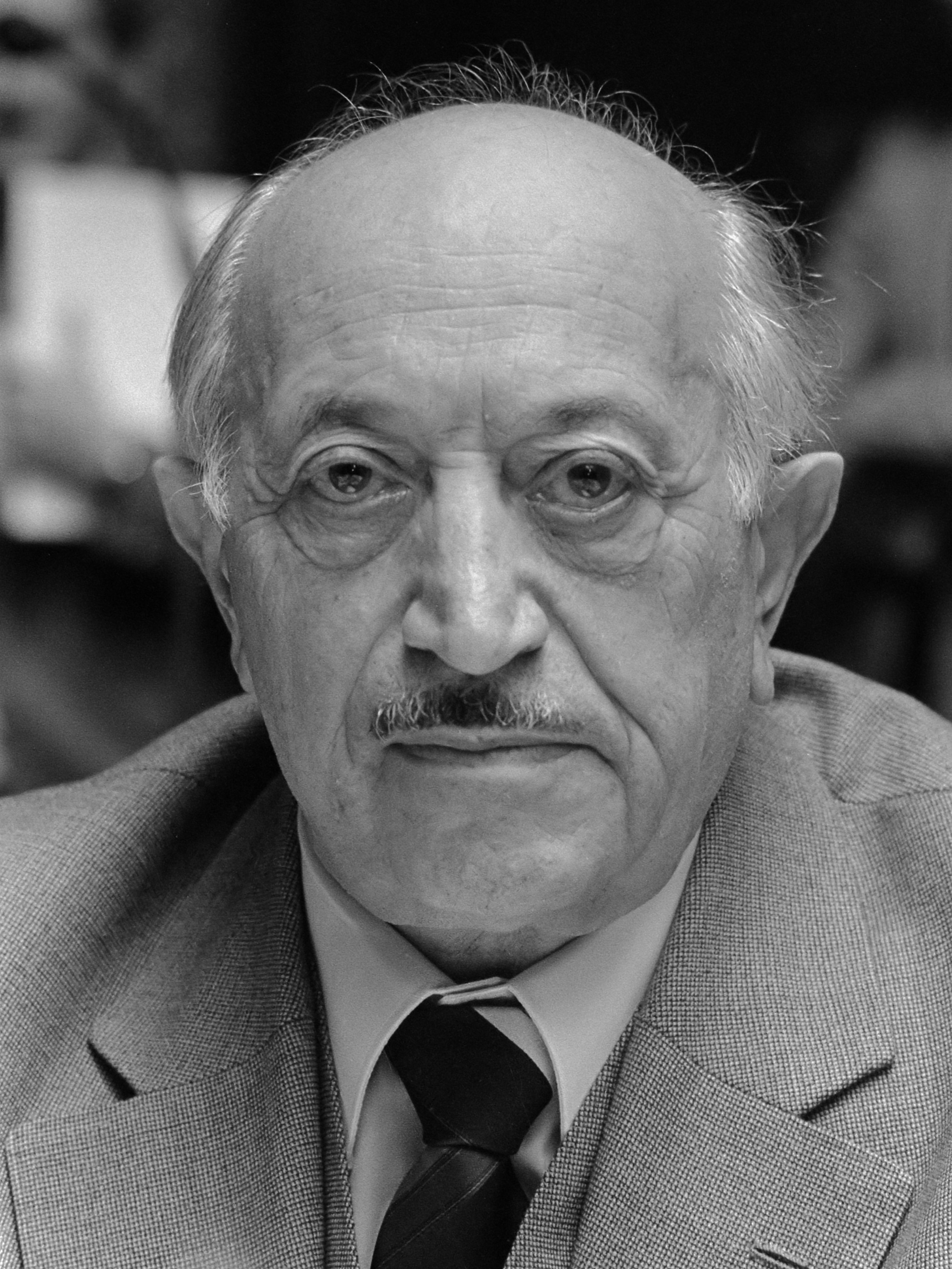
Simon Wiesenthal

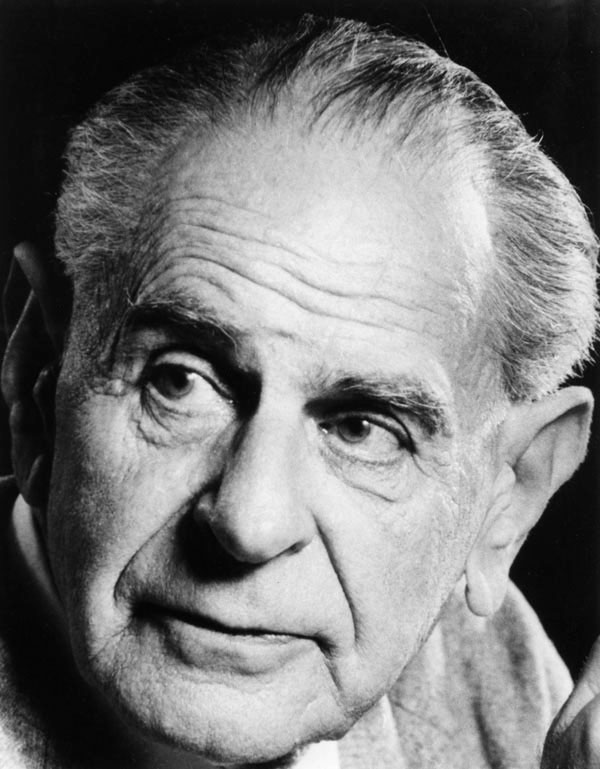
Karl Popper

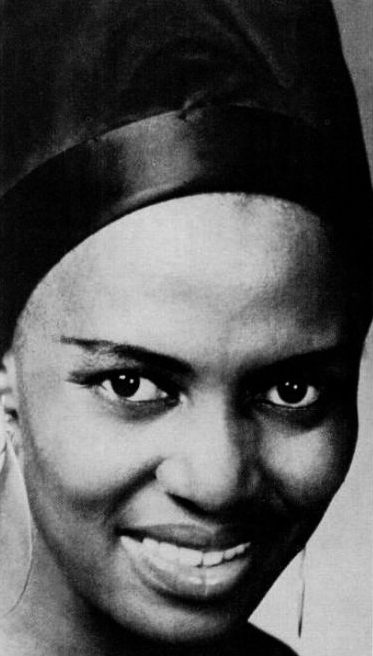
Miriam Makeba

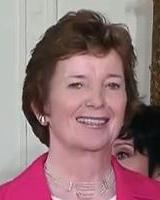
Mary Robinson

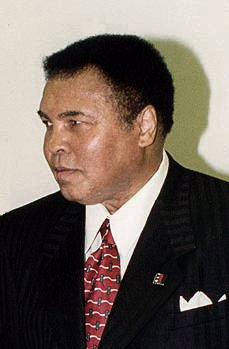
Muhammad Ali

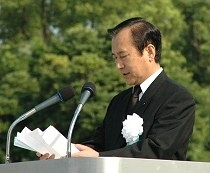
Tadatoshi Akiba

- 1988 Sandro Pertini
- 1989 Mikhail Gorbachev
- 1991 Simon Wiesenthal
- 1993 Karl Popper
- 1995 Hans Koschnick
- 1997 Yehudi Menuhin
- 1999 Gerd Ruge
- 2001 Miriam Makeba
- 2003 Mary Robinson
- 2005 Muhammad Ali
- 2008 Hans Küng
- 2010 Daniel Barenboim
- 2012 Tadatoshi Akiba
- 2014 Manfred Nowak

## Outros prêmios Otto Hahn
- Prêmio Otto Hahn